# Odśluzowanie
Odśluzowanie – proces uwodnienia (hydratacji) oleju roślinnego. Ma na celu usunięcie fosfolipidów oraz związanych z nimi substancji białkowych, które chłoną wodę i wydzielają się w postaci kłaczkowatego osadu. Substancje śluzowate, obecne w olejach podczas tłoczenia na gorąco, są niepożądane z technologicznego punktu widzenia.